# Коршалькикэ (приток Большой Ширты)
Коршалькикэ (устар. Коршей-Кикя) — река в России, протекает по территории Ямало-Ненецкого автономного округа. Устье реки находится в 151 км по левому берегу реки Большая Ширта. Длина реки составляет 52 км.

## Данные водного реестра
По данным государственного водного реестра России относится к Нижнеобскому бассейновому округу, водохозяйственный участок реки — Таз. Речной бассейн реки — Таз.
Код объекта в государственном водном реестре — 15050000112115300064751.